# 南畑村 (埼玉県)
南畑村（なんばたむら）は、埼玉県入間郡に存在した村である。

## 地理
- 現在の富士見市北東部にあたる。新河岸川と荒川に挟まれた荒川低地に位置する。
- 鎌倉時代には難波田（なんばた）といわれていた所で、戦国時代まで難波田城という城があった。現在、下南畑には難波田城公園がある。
- 現在の上南畑、下南畑、南畑新田、東大久保、みどり野北、みどり野西、みどり野東、みどり野南がほぼ旧・南畑村の村域にあたる。

## 沿革
- 1889年（明治22年）4月1日 - 町村制施行により、上南畑村、下南畑村、南畑新田、東大久保村が合併し、入間郡南畑村が成立する[1]。旧村は南畑村の大字となる。村名は南畑が著名な地名であり、合併する三ヶ村の村名が南畑を有していたため[1]。
- 1956年（昭和31年）9月30日 - 入間郡鶴瀬村、北足立郡水谷村と合併し、入間郡富士見村となる。[2][3]。南畑村消滅。大字は富士見村へ継承された。